# John Kennedy (cyclisme)
Pour les articles homonymes, voir John Kennedy (homonymie) et Kennedy.
John Kennedy est un coureur cycliste écossais, né le 23 mai 1931 à Glasgow et mort le 13 juillet 1989 à Bodrum (Turquie).

## Biographie
Professionnel de 1958 à 1962, il participe au Tour de France 1960 dans l'équipe nationale du Royaume-Uni et abandonne lors de la 12e étape. Il termine également 14e de la Flèche wallonne 1960.

## Palmarès
- 1950
  - 7e étape de Brighton-Glasgow
- 1953
  - 2e du championnat d'Écosse
- 1954
  - 1re étape de l'Oats Circuit of Britain
- 1955
  - 1re étape de l'Oats Circuit of Britain
- 1956
  - 2e de Gand-Staden

## Résultats sur les grands tours

### Tour de France
1 participation
- 1960 : abandon (12e étape)